# Весільна вечірка
«Весільна вечірка» — американський комедійний бойовик 2003 року режисера Ендрю Флемінга, ремейк фільму 1979 року «Свояки».

## Зміст
Крутий агент ЦРУ Стів Тобіас під час секретної операції дізнається, що його син подорослішав і вирішив одружитися. Він кидає все і летить на зустріч з новими родичами. З цього моменту життя мирного лікаря - батька нареченої перетворюється в шпигунський бойовик: міжнародні терористи і колумбійські контрабандисти, фатальні красуні і великі-великі гроші, автомобільні погоні і гонки на воді, свист куль і вереск гальм. Ніщо не може зупинити татусів, коли весілля їхніх дітей під загрозою!

## Ролі
| Актор          | Роль                |
| -------------- | ------------------- |
| Майкл Дуглас   | Стів Тобіас         |
| Альберт Брукс  | Джеррі Пейсер       |
| Робін Танні    | Анджела Гарріс      |
| Девід Суше     | Жан-П'єр Трубадур   |
| Раян Рейнольдс | Марк Тобіас         |
| Ліндсі Слоун   | Мелісса Пейсер      |
| Марія Рікосса  | Кетрін Пейсер       |
| Кендіс Берген  | Джуді Тобіас        |
| Расселл Ендрюс | агент Вілл Гатчинс  |
| Майкл Боднар   | охоронець Черкасова |
| Тамара Горська | Ядіра               |

## Знімальна група
- Режисер — Ендрю Флемінг
- Сценарист — Ендрю Бергман, Нат Молдін, Ед Соломон
- Продюсер — Білл Гербер, Елі Самаха, Білл Тодман, Джоел Саймон
- Композитор — Клаус Баделт, Джеймс С. Левайн